# Lamponella
Lamponella es un género de arañas araneomorfas de la familia Lamponidae. Se encuentra en Australia. 

## Lista de especies
Según The World Spider Catalog 12.0:
- Lamponella ainslie Platnick, 2000
- Lamponella beaury Platnick, 2000
- Lamponella brookfield Platnick, 2000
- Lamponella homevale Platnick, 2000
- Lamponella kanangra Platnick, 2000
- Lamponella kimba Platnick, 2000
- Lamponella kroombit Platnick, 2000
- Lamponella taroom Platnick, 2000
- Lamponella wombat Platnick, 2000
- Lamponella wyandotte Platnick, 2000